# Тханьоай

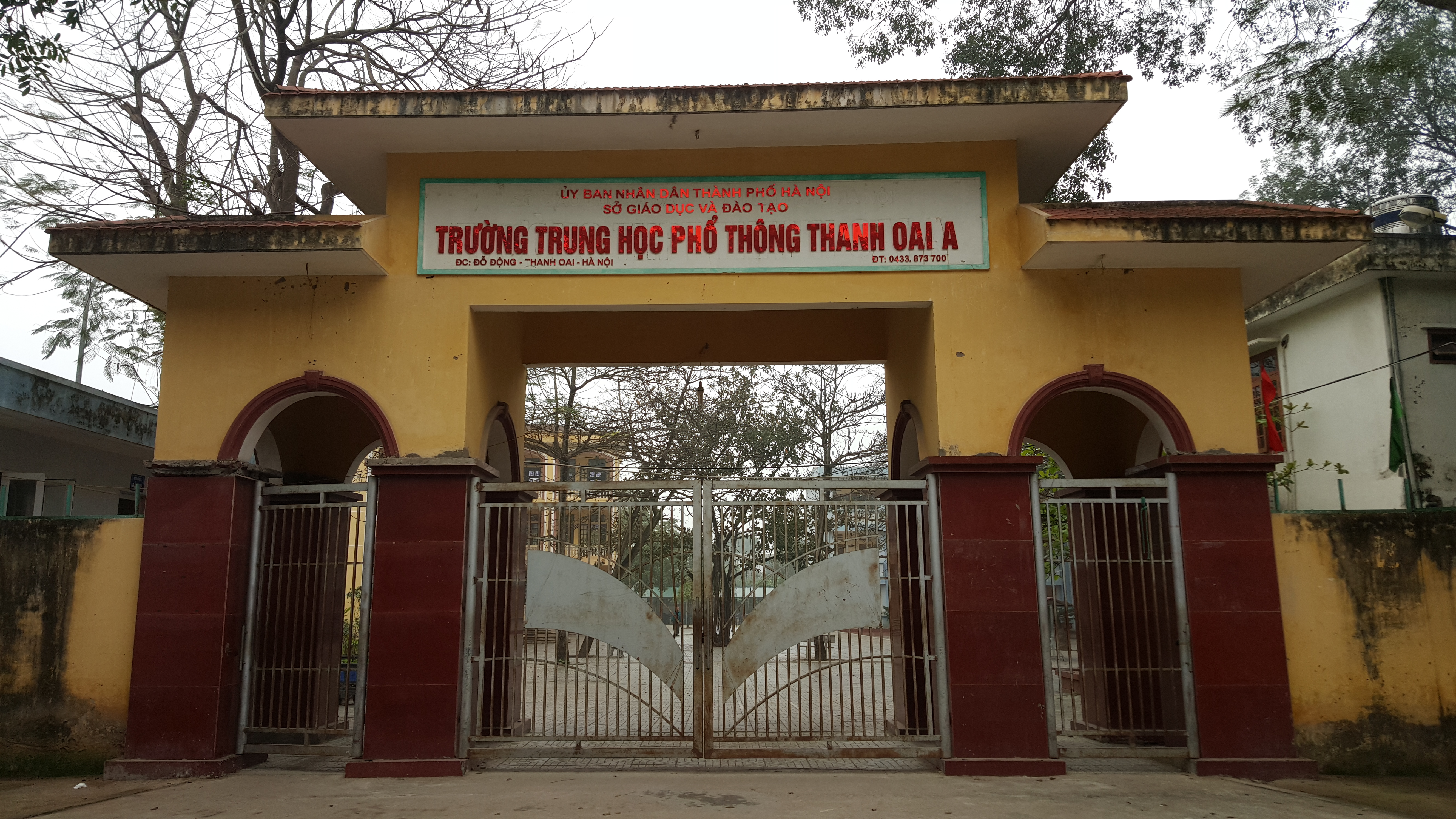
Школа на территории уезда

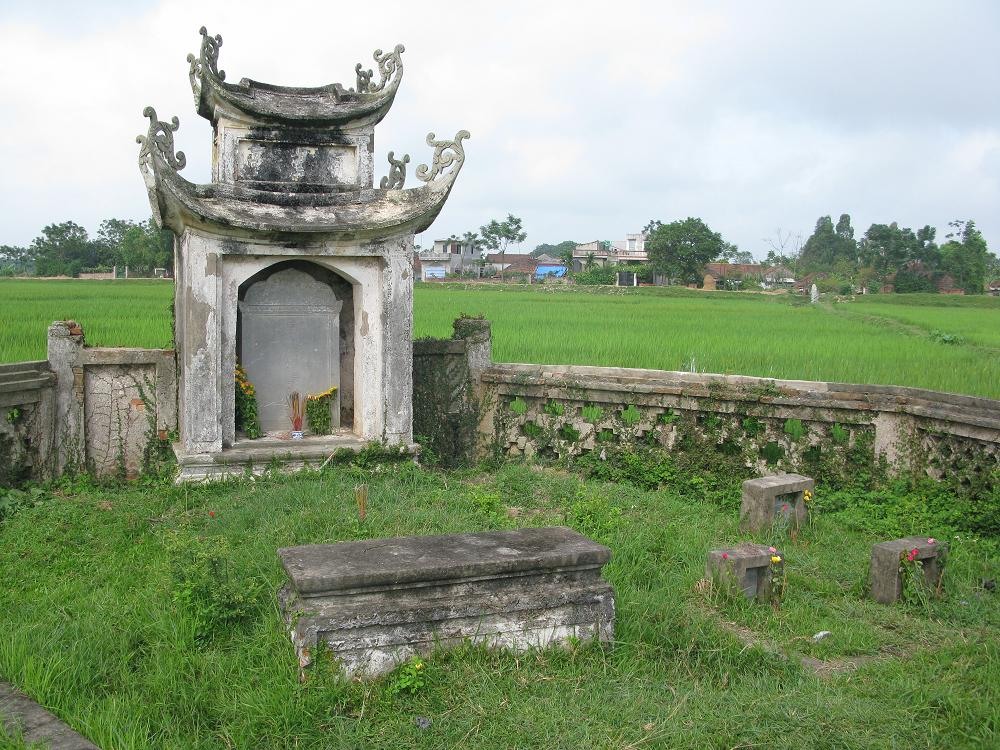
Руины храма

Тханьоай (вьет. Thanh Oai) — уезд Вьетнама, один из семнадцати сельских уездов, входящих в состав Ханоя (с 2008 года). Площадь — 132 км², население — 184,6 тыс. человек, административный центр — город Кимбай (вьет. Kim Bài). В общине Михынг расположена крупная тюрьма Т16.

## География
Уезд Тханьоай расположен на юго-запад от центра Ханоя. На западе он граничит с уездом Тьыонгми, на севере — с районом Хадонг, на северо-востоке — с уездом Тханьчи, на востоке — с уездом Тхыонгтин, на юго-востоке — с уездом Фусюен, на юго-западе — с уездом Ынгхоа.

## Административное деление
В настоящее время в состав уезда Тханьоай входит один город (thị trấn) — Кимбай — и 20 Общины Вьетнама сельских общин (xã) — Битьхоа (вьет. Bích Hòa), Биньминь(вьет. Bình Minh), Каозыонг (вьет. Cao Dương), Каовьен (вьет. Cao Viên), Кыкхе (вьет. Cự Khê), Занхоа (вьет. Dân Hòa), Додонг (вьет. Đỗ Động), Хонгзыонг (вьет. Hồng Dương), Киман (вьет. Kim An), Кимтхы (вьет. Kim Thư), Льентяу (вьет. Liên Châu), Михынг (вьет. Mỹ Hưng), Фыонгчунг (вьет. Phương Trung), Тамхынг (вьет. Tam Hưng), Таныок (вьет. Tân Ước), Тханькао (вьет. Thanh Cao), Тханьмай (вьет. Thanh Mai), Тханьтхюи (вьет. Thanh Thùy), Тханьван (вьет. Thanh Văn), Суанзыонг (вьет. Xuân Dương).

## Транспорт
По территории уезда Тханьоай проходит национальное шоссе № 21B, соединяющее центр Ханоя с провинцией Ханам. В северо-западной части уезда проходит национальное шоссе № 6.

## Культура
В общине Биньминь проходит праздник Биньда (вьет. Bình Đà), который посвящён местным божествам (Лак Лонг Куану, Ау Ко, Линь Лангу) и сопровождается процессией, фейерверком, петушиными боями и шахматными играми. В общине Тамхынг проводится праздник пагоды Бойкхе, посвящённый Будде и дзэн-учителю XIV века Нгуен Бинь Ану(фестиваль сопровождается водной процессией, мытьём статуи, вегетарианскими угощениями, танцем дракона, танцем с палками, ловлей уток с лодки, игрой в китайские шахматы, исполнением местной оперы, представлением театра тео и фейерверком). В деревне Тхыонгтхань общины Тханькао проходит праздник храма Кайконг, посвящённый военачальнику сестёр Чынг Кай Конгу, который переоделся в женщину, чтобы участвовать в восстании (фестиваль сопровождается процессией, вегетарианским банкетом, игрой в китайские шахматы, борьбой и петушиными боями).
В общине Занхоа проводится праздник деревни Каньхоать (вьет. Canh Hoạch), посвящённый местным божествам (Чинь Ли, Као Хан, Чан Уат), а также высоко почитаемым Нгуен Дык Лыонгу и Нгуен Куену. Фестиваль сопровождается процессией, игрой в шахматы, боями на палках и представлением театра тео. В общине Фыонгчунг проводится рыночный праздник Тюонг (вьет. Chuông), который посвящён местному божеству-покровителю и сопровождается продажей традиционных конических шляп, игрой в шахматы и рисовыми угощениями.
В общине Тханьмай проходит праздник Диньмай (вьет. Đình Mai), посвящённый местному помощнику императора Динь Бо Линя, который подавил восстание вассала, управлявшего областью Тханьоай (фестиваль сопровождается жертвоприношениями, игрой в китайские шахматы и петушиными боями). В деревне Нгокфан проводится религиозный праздник Чунгдо, который посвящён императору Ли Нам Де и сопровождается молитвами и другими церемониями. Деревня Ыокле (вьет. Ước Lễ) славится на весь Ханой своей тялуа (вьетнамская свиная колбаса, обёрнутая в листья банана).

## Экономика
В экономике уезда Тханьоай преобладает сельское хозяйство, крестьяне поставляют на рынки Ханоя рис, овощи, фрукты (в том числе апельсины), молочные продукты, свинину, мясо птицы и пресноводную рыбу. Промышленные предприятия сосредоточены в ряде промышленных парков, например, в Thanh Oai Industrial Complex (здесь расположен завод немецкого производителя лекарств и медицинского оборудования B. Braun Melsungen). Имеется крупный комплекс водоочистки.